# Vlag van Noord-Ossetië
De vlag van Noord-Ossetië-Alanië (Russisch: Флаг Республики Северная Осетия — Алания) is een horizontale driekleur in de kleuren wit (boven), rood en geel. Deze vlag is aangenomen op 2 oktober 1991 en verving de vlag die ten tijde van de Sovjet-Unie in gebruik was. Dat was een rode vlag met in de linkerbovenhoek in gouden letters 'Noord-Ossetische ASSR' (in het Russisch en Ossetisch).
De kleuren hebben elk een eigen betekenis: wit symboliseert intelligentie en morele reinheid, rood staat voor de moed van de martelaren en geel symboliseert rijkdom en welvaart. De kleuren zouden ook de band tussen de drie historische bevolkingslagen moeten uitbeelden: de militaire aristocratie, de geestelijkheid en het gewone volk.
De vlag is identiek aan de vlag van Zuid-Ossetië (in Georgië), waarmee de band tussen beide entiteiten wordt uitgedrukt.
Op 24 november 1994 werd de kleuren van de vlag aangepast.

1937-1938
1938-1954
1954-1981
1981-1991